# Металлисты
Металлисты (английские аналоги — metalhead и headbanger) — субкультура поклонников метал-музыки. Появившись в конце 1970-х годов вместе с самим жанром в США и Великобритании, данная субкультура распространилась на большинство стран мира, принимая разные формы в зависимости от развития поджанров метала и его региональных сцен. В связи с этим мировоззрение и внешность металлистов может существенно различаться в зависимости от разнообразных моментов, но в большинстве случаев краеугольными элементами остаются своеобразный стиль в одежде, вдохновлённый байкерской субкультурой, а также культивация индивидуализма и свободы личности.

## Описание

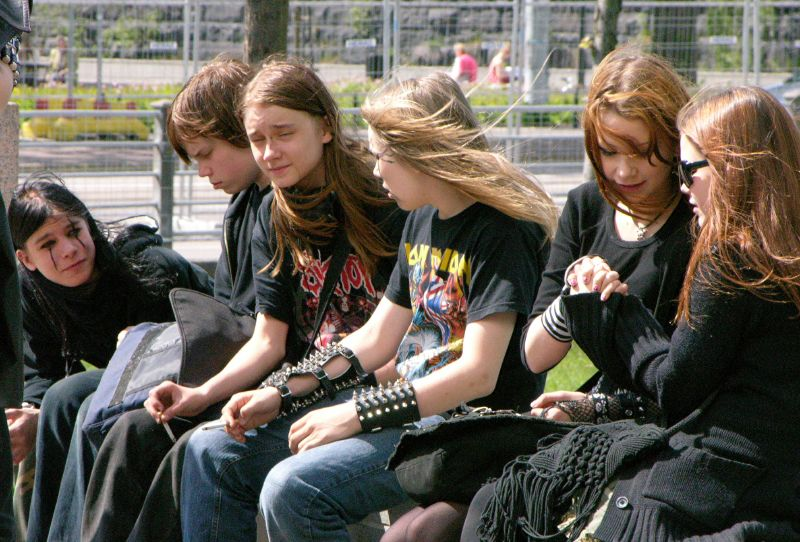
Подростки-металлисты

Считается, что метал-субкультуре свойственна своеобразная «культура отчуждения», с выработанной в соответствии с ней системой стандартов для определения принадлежности к группе. В книге Дины Ванштейн «Heavy Metal: The Music And Its Culture» утверждается, что «метал сохранился гораздо лучше других жанров рок-музыки именно благодаря интенсивному развитию субкультуры металлистов, всегда существующей в молодёжной среде и изолированной от мейнстрима». Субкультура металлистов существует как сообщество со своими ценностями и нормами поведения, принцип подлинности занимает в ней ведущую роль, включающей в себя оппозицию традиционному истеблишменту и общественным догматам, отрицание погони за коммерческой привлекательностью, а также верность музыке и остальным представителям данного сообщества.
Основная деятельность в металлической субкультуре заключается в посещении концертов метал-групп, покупке их релизов, а также общения на специализированных форумах или группах в социальных сетях. Посещение концертов здесь наиболее важно, так как показывают солидарность членов субкультуры с сообществом и любовь к музыке. Также необходимо отметить роль специализированных печатных изданий, которые помогают металлистам получить необходимую информацию об интересных исполнителях, а также определить «повестку дня» в сообществе. Основными внешними признаками принадлежности к субкультуре металлистов считаются длинные волосы, кожаные куртки, символика разнообразных групп, шипы, тяжёлые цепи, что нужно для создания мрачного внешнего вида и изображения мужественности. Однако это всё стереотипы из прошлого, и на данный момент большинство людей, слушающих метал, не акцентируют внимания на своём внешнем виде, чтобы показать принадлежность к субкультуре.

## Взаимосвязь с хоррор-культурой
С самого начала своего зарождения субкультура металлистов была тесно связана с хоррор-культурой ужасов и ретрофантастики. Многие центральные в истории метала коллективы брали себе символические названия, навеянные темами оккультизма, сатанизма, мистики или научной фантастики. Группа Black Sabbath (с англ. — «Чёрный шабаш» или «Чёрная месса») названа в честь фильма ужасов «Чёрная суббота» и с самого начала вдохновлялась сюжетами из книг по чёрной магии и фильмами ужасов. Iron Maiden (с англ. — «Железная Дева», орудие пыток в Средневековье) сделали своим символом мертвеца Эдди. King Diamond (с англ. карточный слэнг, означающий игральную карту «Бубновый король» или «Король бубей», «Король бубнов», «Король бубен», отсылка к мистике, связанной с игральными картами и ведьмам-гадалкам, гадающим на картах) стал знаменит своими мистическими концептуальными альбомами, мрачными шоу и узнаваемым гримом. Grave Digger («Гробокопатель») стал широко известен своими песнями, обложками и клипами, в которых эксплуатируется «кладбищенская романтика». С появлением жанров дэт- и блэк-метал эта взаимосвязь с «культурой ужасного» стала ещё более очевидной и порою даже экстремальной, выходя за границы искусства — многие блэк-металлисты серьёзно увлекались сатанизмом и практиковали антихристианские акты вандализма.
Отмечают также связь метала и его поклонников с фэнтези и мифологией. Многие группы посвящали песни богам и героям скандинавской или иной мифологии (как Manowar, Bathory, Therion и другие), книгам Джона Толкина и других авторов (как Blind Guardian, Battlelore, Summoning) и собственным фантастическим историям (как Rhapsody, Avantasia и Ayreon), а фэндомы фэнтези и метала, особенно пауэр-, симфоник- и фолк-метала, во многом пересекаются.

## Внешний вид и символика

### Джинсы

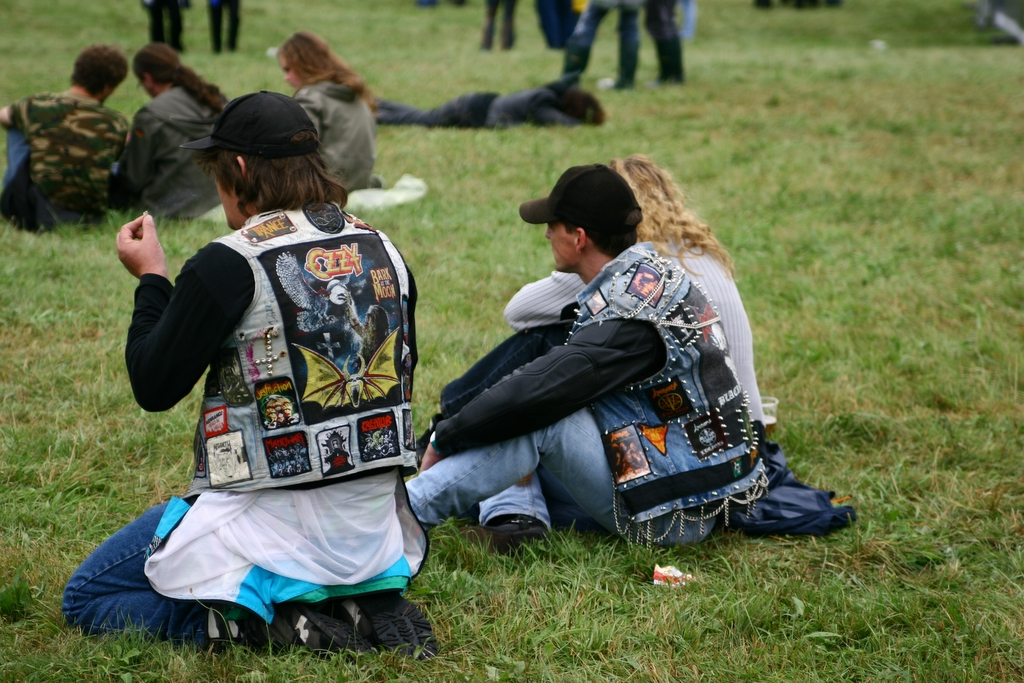
Металлисты в джинсовках с нашивками

Изделия из джинсовой ткани — джинсовые штаны, джинсовые куртки, джинсовые жилеты были и остаются актуальными в среде рокеров и металлистов уже на протяжении 40—50 лет. Современные металлисты украшают джинсовые жилеты нашивками с логотипами метал-групп и обложками альбомов.

### Браслеты, шипы и кожа

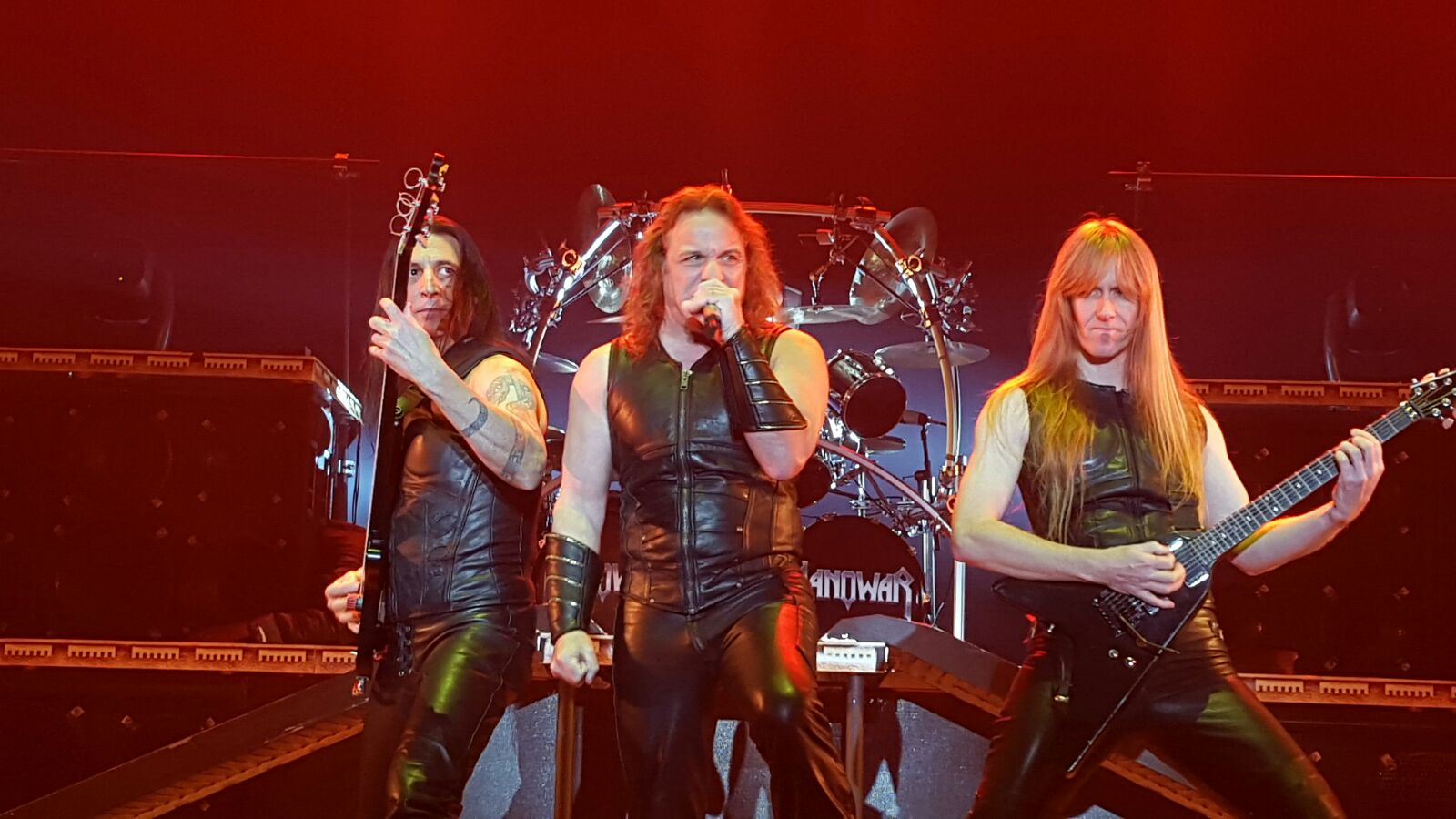
Manowar в 2016 году

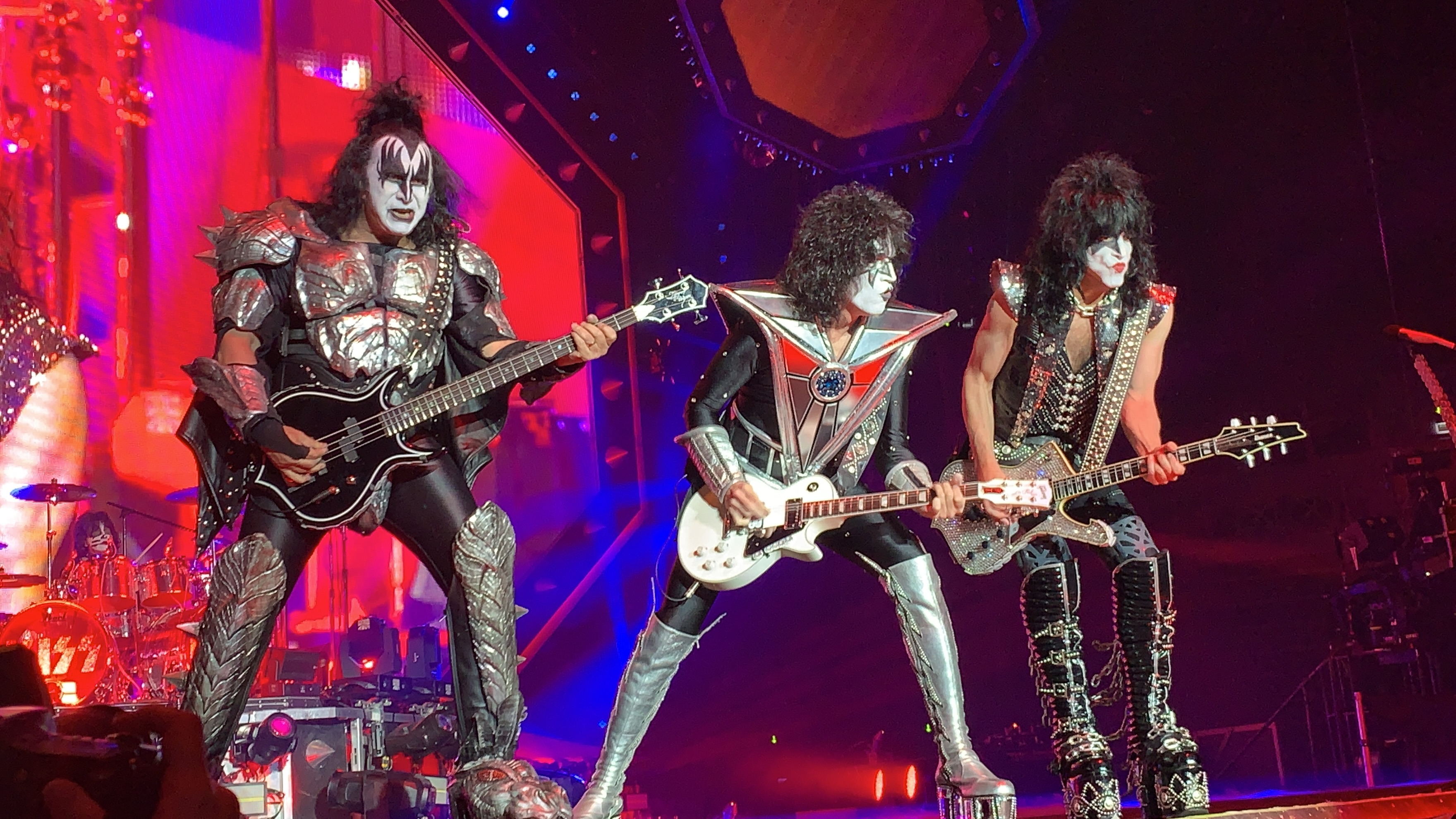
Kiss

Одной из отличительных и стереотипных черт представителей субкультуры металлистов являются шипованные браслеты.
Изделия из кожи — проклёпанные кожаные ремни, напульсники и ошейники, кожаные штаны и брюки-клеш, кожаные куртки и рубашки, проклёпанные косухи — использовались хард-рокерами, глэм-рокерами и протометаллистами почти с самого начала движения поклонников «тяжёлого жанра». Такие музыканты 70-х, как Suzi Quatro (проклёпанные ошейники, ремни, штаны), Kiss (проклёпанные ошейники, ремни, костюмы), Scorpions (кожаные брюки-клеш, кожаные рубашки), Judas Priest (кожаные штаны, напульсники, проклёпанная косуха) являлись одними из главных героев, популяризовавших стиль «кожи и металла» в эпоху хард-рока 70-х.
В 1980-х годах мода на кожу и металлические украшения захватила не только весь «тяжёлый» мейнстрим культовых артистов жанра, но ушла в массы поклонников и фанатов, став стереотипной для образа подростка-«металлиста», поклонника «тяжёлого рока». К концу 80-х стиль распространился даже на поп-музыку и эстраду. Данный стиль одежды стал одним из символов 80-х.

### Ню-метал

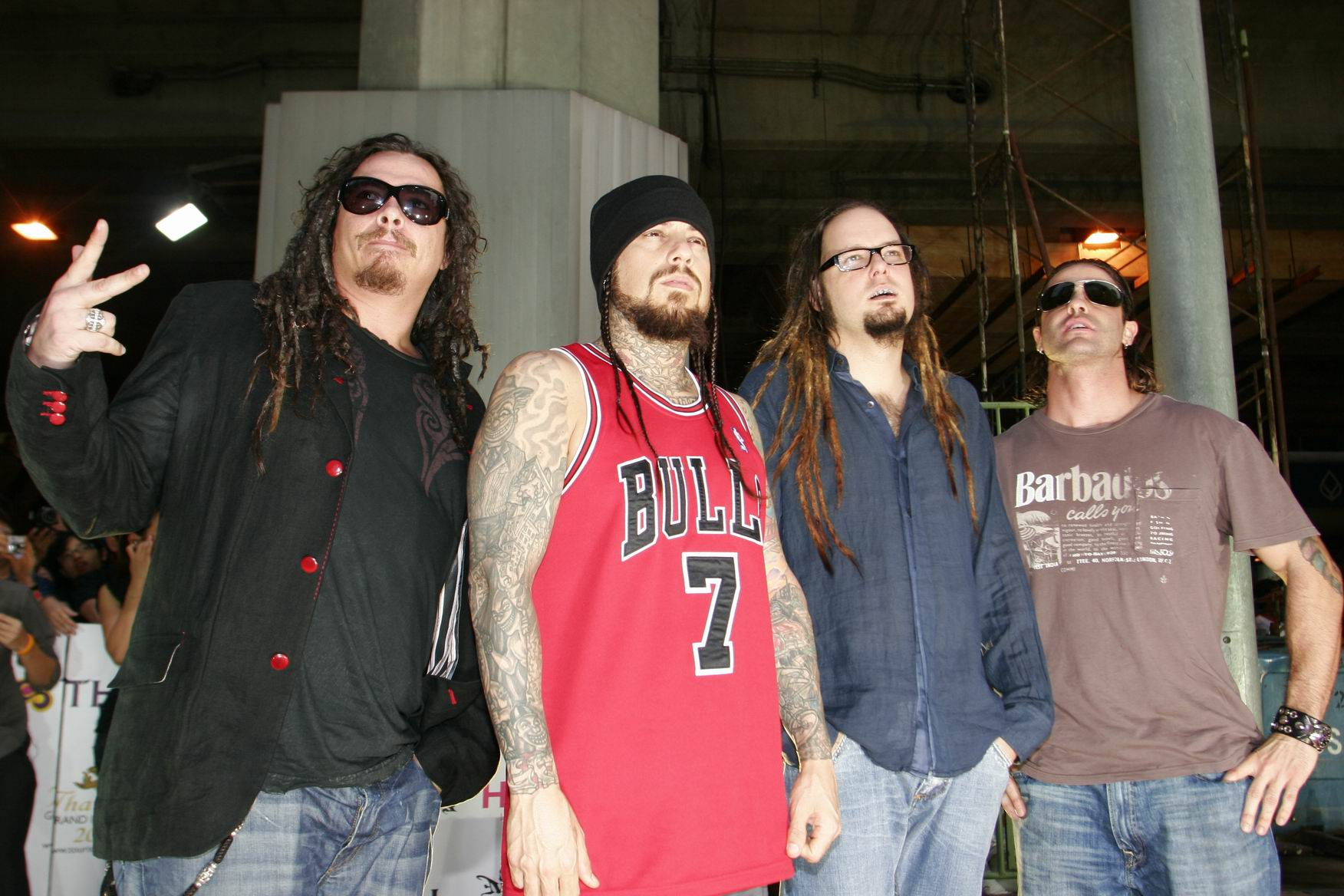
Korn в 2006 году

Музыканты, играющие в жанре ню-метал (образовался в 1990-х годах) переняли моду у поклонников хип-хопа и рэпа вместе с некоторыми музыкальными составляющими. Этому поспособствовали такие группы, как Limp Bizkit и Korn. Последние также ввели в среде ню-металлистов моду на одежду брэнда Adidas.

### Христианская и сатанинская символика

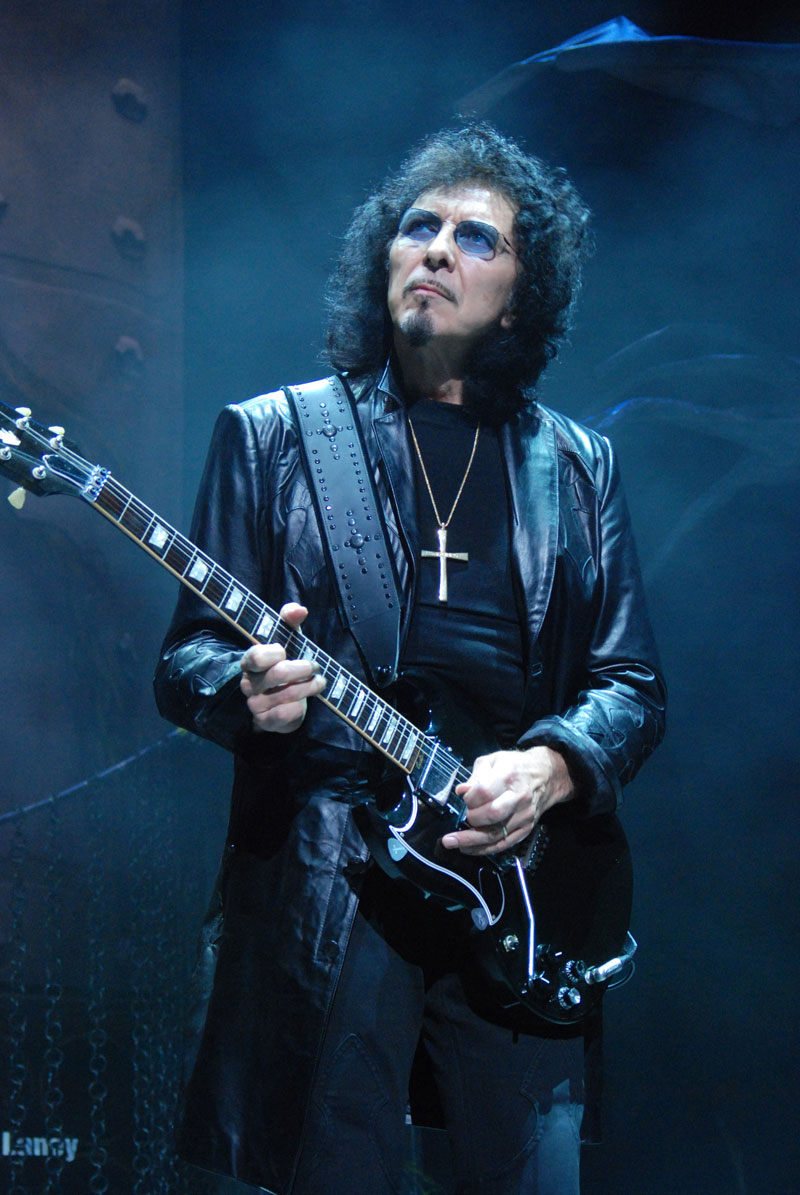
Тони Айомми, гитарист Black Sabbath

Одними из первых метал-музыкантов, использующими христианскую символику (в частности крест) были Black Sabbath. На развороте обложки одноимённого дебютного альбома Black Sabbath без ведома участников группы был размещён перевёрнутый крест. Оззи Осборн высказывался по этому поводу так:
Мы не оказали никакого влияния на выбор художника и перевёрнутый крест — символ сатанистов, о чём мы узнали позже — не имел к нам никакого отношения.

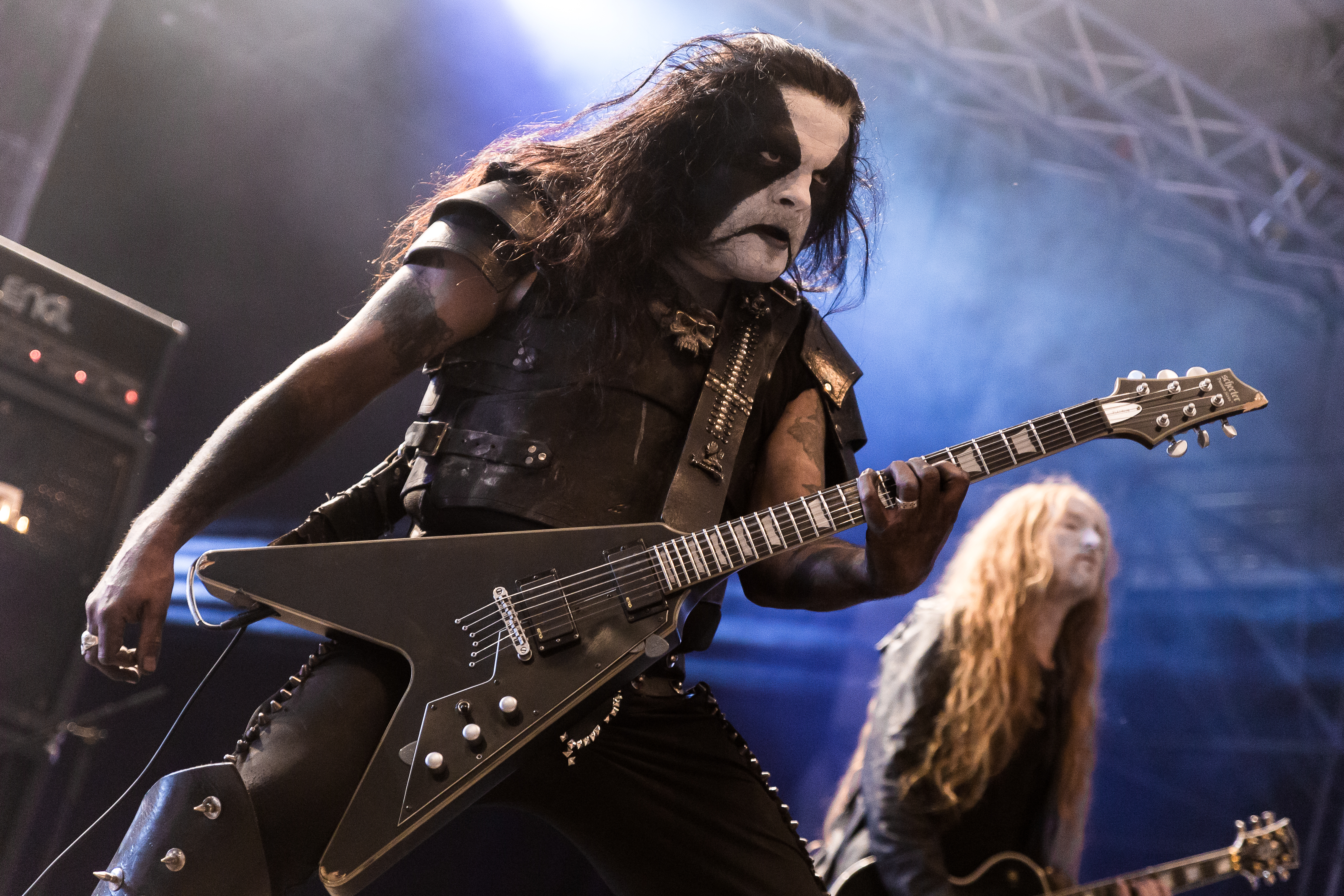
Abbath

Крест широко используется шведской Candlemass и другими дум-метал-группами.
Использование сатанинской символики во всём метале является стереотипом, её чаще всего используют группы, играющие блэк-метал. Некоторые известные музыканты этого жанра (например Евронимус из Mayhem) в самом деле являются сатанистами.

### Корпспейнт
Одна из важнейших составляющих внешнего вида блэк-металлистов — корпспейнт, чёрно-белый грим. Одним из первых наносить на лицо корпспейнт стал Дэд — вокалист Mayhem. До появления блэк-метала довольно известными носителями чёрно-белого грима была группа Kiss.